# Катеринославське козацьке військо
Катеринославське козацьке військо — козацьке військо у 1787—1796 роках у Катеринославському намісництві сформоване російським урядом за задумом Григорія Потьомкіна.
Засноване 12 листопада 1787 року на базі особового козацького корпусу та колишньої Українській лінії. Козацький корпус було створено 3 липня 1787 року з однодворців, поселених у Катеринославському намісництві в межиріччі Інгулу і Південного Бугу.
15 листопада 1787 до складу Катеринославського козацького війська було зараховано 1-й і 2-й Бузькі козацькі полки, і в січні 1788 року — старообрядців Катеринославського намісництва, міщан і цеховиків Катеринославського та Харківського намісництва, Катеринославський кінний козацький полк і мешканців міста Чугуєва та навколішних сіл. 23 червня 1789 року Катеринославський кінний козацький полк і Чугуївську легкокінну команду було перетворено на Чугуївський і Конвойний регулярні козацькі полки. 11 лютого 1788 року було сформовано Катеринославський корпус передової варти. До війська було зараховано 50 тисяч осіб, які формували 10 полків, загальною чисельністю 13,5 тис. козаків. Головою війська було зроблено донця Матвія Платова. Офіцерське командування складалося з донців. Зразок організації війська було взяте Донське військо.
Військо брало участь у російсько-турецькій війні 1787—1791.
Було розформоване 5 червня 1796 року. Козаків війська переведено в однодворці.

## Склад
На 1792 до складу війська входили: Малоросійський полк (863 чол.), Чугуївський регулярний козацький (1261 чол.; комплектувався з Чугуїва і околиць і російських губерній війська), Конвойний регулярний козацький (1303 чол.; комплектувався у поселеннях Печеніги, Мартове, Хотомля, Кицівка, Молодова, П'ятницьке, Базаліївка, Мохначиха, Шелудьківка та інших), Бузький полк (1533 чол.), полк полковника армії і кавалера Мартинова (1047 чол.), полк підполковника Бузіна (1091 чол.), полк прем'єр-майорів Радіонова (1038 чол.), полк Іловайського (1044 чол.), полк Платова (1134 чол.), полк Денісова (1042 чол.), полк війська Донського полковника Платова (1029 чол.), піхотна козацька команда прем'єр-майора князя Трубецького (1551 чол.), волонтерська арнаутська команда майора Гєржева (527 чол.) — усього 14445 козаків на 18766 конях (включаючи тяглових коней).
Військо входило до Катеринославської армії (78 тис. осіб).

## Переселення на Кубань
16 вересня 1801 Олександр I затвердив резолюцію Сенату про переселення колишніх катеринославських козаків на Кубань. У 1802—1804 роках на Кубань переселилося близько 7 тисяч осіб обох статей (у тому числі 3655 козаків), де вони заснували Воронізьку, Ладозьку, Казанську, Теміжбецьку і Тифліську станиці. Козаків цих станиць було зараховано до 1-го Кавказького козацького полку.